# Dente di drago

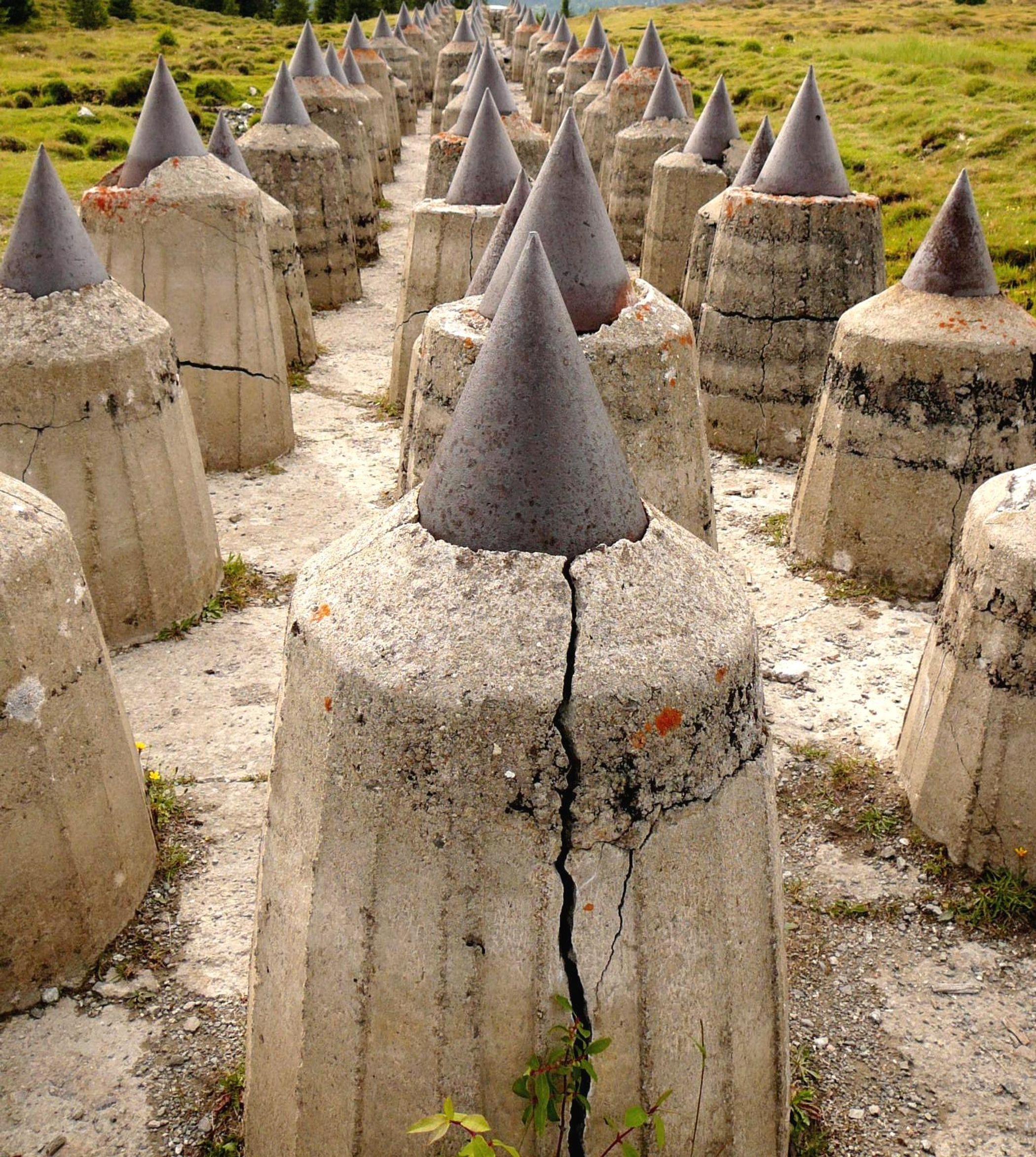
Tipico esempio di "denti di drago", nello sbarramento Pian dei Morti del Vallo Alpino in Alto Adige.

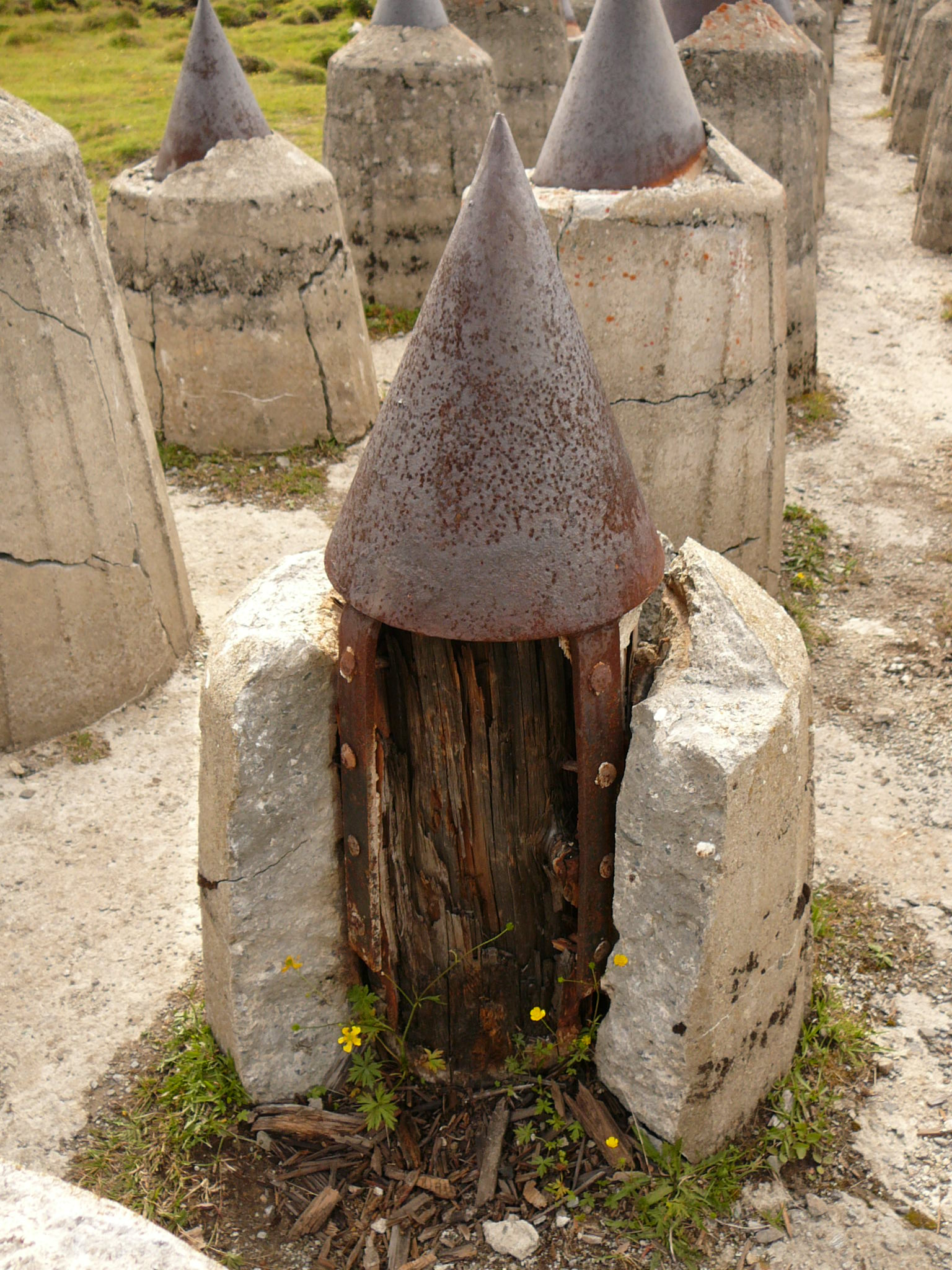
Esempio di dente danneggiato da un fulmine, che lascia intravedere la sua sezione

Il dente di drago è un ostacolo difensivo militare costruito in ferro e calcestruzzo, la cui forma è particolarmente efficace per arrestare l'avanzata di carri armati.

## Descrizione
L'ostacolo è costruito utilizzando dei pali di legno infissi nel terreno e affogati in plinti di calcestruzzo. La parte superiore dei pali che fuoriesce dal cemento veniva coperta con un cono metallico rendendoli simili, nella forma, ai denti di animale, in particolare a quelli di un mitologico drago, da cui il nome. 

## Caratteristiche
Venne utilizzato come ostacolo, durante la seconda guerra mondiale, per impedire l'avanzata di mezzi corazzati al posto dei più tradizionali fossati anticarro. Le strutture venivano posizionate soprattutto nelle zone acquitrinose, franose, paludose o nevose, dove i vantaggi di un normale fossato anticarro potevano essere vanificati a causa del materiale che poteva sovente ricoprire gli scavi. Più linee parallele di denti di drago ben impiantati in profondità nel terreno, rendeva questo tipo di ostacolo particolarmente efficace in tali zone.
Ulteriore vantaggio era costituito dal fatto che gli sbarramenti effettuati con denti di drago, al contrario di altre tipologie di ostacoli o barriere, permettevano il drenaggio delle acque o dei detriti di eventuali smottamenti; essi inoltre permettevano il passaggio di persone, ma non di veicoli o di mezzi corazzati, lesionando le ruote e i cingoli di tali mezzi qualora vi fossero passati sopra.
Una delle poche barriere erette utilizzando denti di drago si trova presso lo sbarramento Pian dei Morti, una delle linee difensive del Vallo Alpino in Alto Adige oltre a quella ancora oggi esistente a Milano Marittima sul litorale adriatico.
Denti di drago sono tuttora utilizzati nei teatri di battaglia, con le stesse funzioni anticarro.